# 阿赫馬杜·阿希喬
阿赫馬杜·巴巴图拉·阿希喬（法語：Ahmadou Babatoura Ahidjo；1924年8月24日—1989年11月30日），首任喀麥隆總統，其任期從1960至1982年，當權長達22年。